# Дерихтовые
Дерихтовые (лат. Derichthyidae) — семейство морских лучепёрых рыб из отряда угреобразных. Это пелагические рыбы, обитающие о открытых водах большинства океанов на средних глубинах. Название происходит от греческих deres — «горлышко» и ichthys — «рыба».
Их объединяет наличие серии полос на голове, которые являются частью сенсорной системы, но в остальном два рода семейства сильно отличаются по внешнему виду. Derichthys имеет узкую «шейку» и большие глаза, в то время как у Nessorhamphus длинные уплощённые головы. Максимальная длина тела около 60 см.

## Классификация
В составе семейства выделяют 2 рода и 3 вида:
- Род Derichthys Gill, 1884 [syn. Grammatocephalus Norman, 1930] — Дерихты
  - Derichthys serpentinus Gill, 1884 — Змеевидный дерихт
- Род Nessorhamphus Schmidt, 1931 — Нессорамфы
  - Nessorhamphus danae Schmidt, 1931
  - Nessorhamphus ingolfianus (Schmidt, 1912) — Нессорамф

В некоторых классификациях (например, Systema Naturae 2000) Nessorhamphus выделяют в отдельное семейство Nessorhamphidae.